# Vilma Egresi
Vilma Egresi (n. 7 mai 1936, Budapesta, Regatul Ungariei – d. 7 ianuarie 1979, Budapesta, Republica Populară Ungară) a fost o caiacistă ce a reprezentat Ungaria, medaliată olimpică. A participat la o ediție a Jocurilor Olimpice (1960) în care a câștigat o medalie de bronz.